# Тройзен
Тройзен (дав.-гр. Τροιζήν), також Трезен, Трезена — стародавнє місто-держава на південному сході Арголіди (Пелопоннес, Греція).
Давньому Тройзену належало як узбережжя Арголіди з півостровом Метана, так і острови, розташовані поблизу берега — Сфера (або інакше Священний острів), Калаврія з храмом Посейдона і пам'ятником Демосфена, і Пелопові острови (нині група Саронічних островів). Гавань Тройзена Погон був розташований за 5 км від самого міста.

## Історія

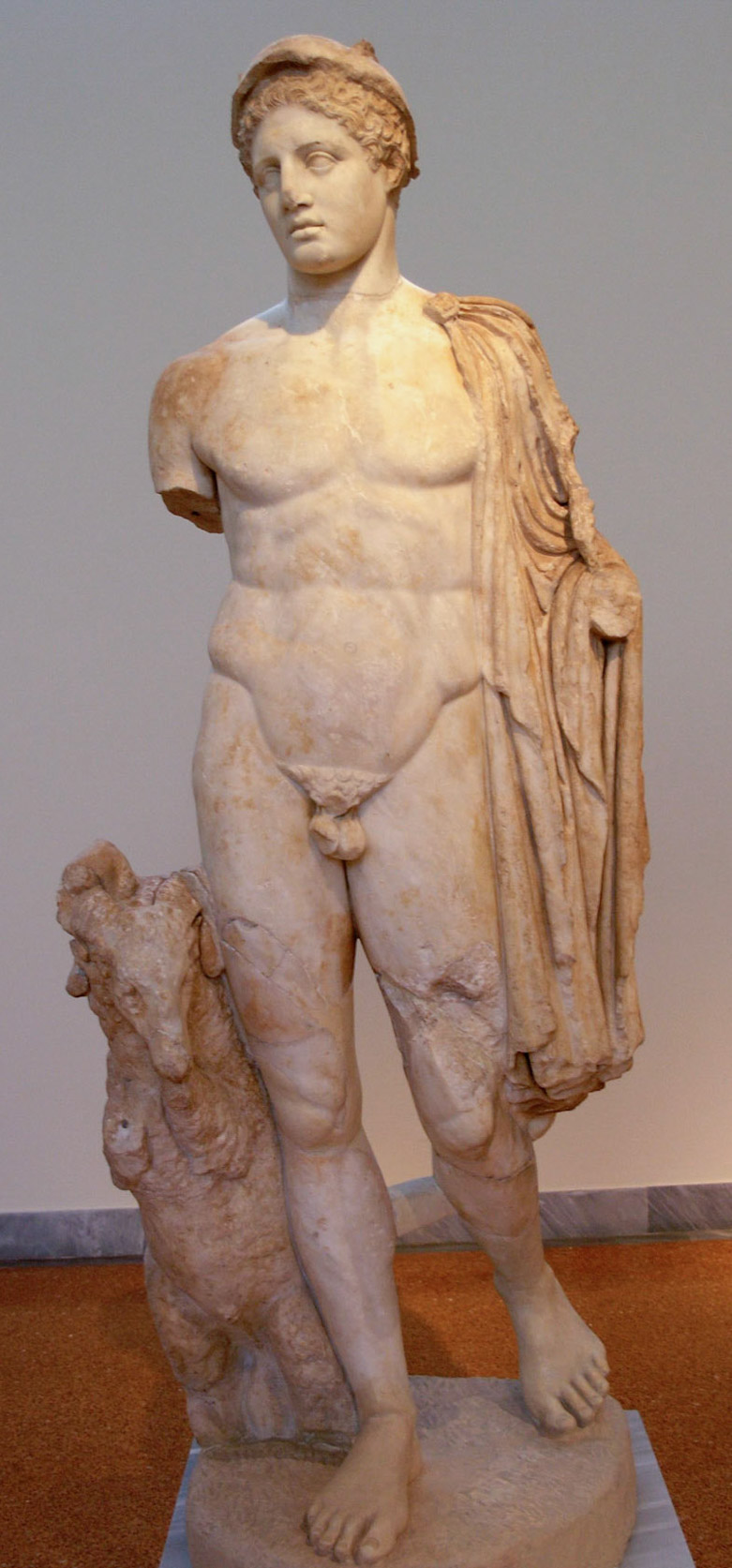
Статуя Гермеса, знайдена в Тройзені, копія римської доби грецького оригіналу або вільна варіація Дорифора, Національний археологічний музей в Афінах

За переказами, які передав Павсаній, першим царем Тройзена був міфічний Ор, на ім'я якого країна була названа Ореєю. Другим царем — син Посейдона й Леїди, дочки Ора, Алфеп, на ім'я якого країна була найменувати Алфепією. В царювання Алфепа відбулася суперечка через країну між Посейдоном і Афіною, але з волі Зевса відбулося між ними примирення, і обидва божества осілися в країні. Після Алфепа царював Сарон, втоплений в затоці, яка омиває Арголіду і яка за ім'ям царя почала називатися Саронічною. За царів Гіперета і Анфеї були побудовані міста Гіперея і Анфея, остання сином Анфа Астієм була перейменована в Посейдоніаду. Коли до Астія прибули сини Пелопа Тройзен (за іншою версією — Трезен) і Пітфей, вони міцно оселилися в країні. По смерті Тройзена Пітфей з'єднав обидва міста — Гіперею і Посейдоніаду — в одне і дав місту, в пам'ять про брата, назву Тройзен. Сини Тройзена, Анафліст і Сфетт, переселилися до Аттики.
Серед давніх греків Тройзен був відомий насамперед як місце народження легендарного героя Тесея, згідно з міфами — сина тройзенської царівни Етри (доньки Пітфея) і майбутнього афінського царя Егея. За переказами, в Тройзені загинув син Тесея Іпполіт, центром культу якого місто було й в історичні часи.
З приходом дорійців давнє іонійське населення Тройзена було частково витіснено за море — де, за переказами, вони заснували Галікарнас (нині Бодрум) та Мінд. Щонайменше з часів Фідона місто перебувало під контролем Аргоса, але після поразки аргивян під Сепеєю (494 р. до н. е.) тройзенці здобули самостійність і приєдналися до Пелопоннеського союзу.
Під час греко-перської війни місто було притулком для афінських жінок і дітей, які залишили Аттику, коли її захопив Ксеркс 480 р. до н. е. Ще в часи Павсанія на головній площі міста стояли мармурові статуї, що зображували жінок і дітей, які просили захисту. Тройзен був і збірним пунктом для грецького флоту. Самі тройзенці надіслали до Саламіна (див. Саламінська битва) п'ять кораблів. При Платеях билися 1 000 трезенців; вони брали також участь у битві при Мікале.
У 435 — 433 рр. до н. е. тройзенці підтримали Коринф в конфлікті з Коркірою і тому вже на початку Пелопоннеської війни — у 430 р. до н. е. — афіняни спустошили Тройзенську область, а в 425 до н. е. закріпилися в Метані і звідти здійснювали напади на країну. Під час Коринфською війни, трезенці стояли на боці лакедемонян. В 373 до н. е. знову діяли проти афінян. У македонський період Тройзен переходив з рук в руки; «звільнений» в 303 році Деметрієм Поліоркетом, він невдовзі знову повинен був визнати панування македонян. В 278 до н. е. спартанець Клеонім в черговий раз звільнив тройзенців, але ненадовго. Тройзен приєднався до Ахейського союзу; у 223 до н. е. знову був відвойований спартанцями.
У 1 столітті до н. е. Тройзен, за свідченнями Страбона, залишався значним містом і, судячи з опису його пам'яток, зробленому Павсаніем, не втратив своєї величі і в 2 столітті до н. е. Нині на його території існує невеличке містечко Трізіна, що за адміністративним поділом належить до ному Пірей, периферія Аттика.